# Madoka (luchador)
Yuki Yagi (12 de diciembre de 1983), más conocido por su nombre artístico Madoka (円華 Madoka?), es un luchador profesional japonés, principalmente famoso por sus apariciones en Kaientai Dojo y varias empresas independientes de Japón.

## Carrera

### Kaientai Dojo (2002-2009)
En febrero de 2002, Yagi debutó como uno de los aprendices de TAKA Michinoku en su nueva promoción Kaientai Dojo. Inicialmente bajo una máscara y con el nombre de Mr. X3, hizo equipo con Mr. X & Mr. X2 para competir a lo largo de 2002 en combates de poca altura ; aunque en septiembre Mr. X3 consiguió cierto impulso y participó en un torneo por el UWA World Middleweight Championship, fue eliminado por PABLO en la segunda ronda, y volvió a las luchas por equipos, luchando junto con X y X2 el resto del año hasta que el trío se disolvió a principios de 2003. Ahora en solitario, X3 alteró su máscara y cambió su nombre a SUPER-X, comenzando a representar a Kaientai Dojo en empresas como All Japan Pro Wrestling y Dragon Gate. SUPER-X participó en otro torneo, esta vez el Strongest-K 2005, pero de nuevo sin lograr mucho éxito. 
Su situación siguió sin cambiar hasta finales de 2006, cuando dejó de usar la máscara y adoptó el nombre de Madoka. Madoka se hizo rápidamente muy popular gracias a su atleticismo y habilidad aérea en el ring, y se convirtió en el principal rival y compañero de equipo habitual del as de Kaientai Dojo, Kengo Mashimo, con quien ganó el Kaientai Dojo Tag League 2007 al derrotar a Makoto Oishi & Shiori Asahi. La fama del equipo llegó a su culmen cuando compitieron en la Differ Cup 2007, que era celebrada ese año en Global Pro Wrestling Alliance. Allí, Madoka & Kengo derrotaron a Ikuto Hidaka & Osamu Namiguchi, Black Emperor & Pentagón Viper y HARASHIMA & Kota Ibushi, alcanzando la victoria final y llevando el trofeo a Kaientai Dojo.
En 2008, las apariciones de Madoka en la empresa fueron haciendo más esporádicas, hasta que finalmente se declaró a sí mismo freelance, y fue liberado de su contrato.

## En lucha
- Movimientos finales
  - Ranhei[1][2] (Arm trap somersault STO) - 2006-presente; innovado
  - BULLET RIDE[1][2] (Scoop DDT)
  - X Crash[3] (Straight jacket sitout rear mat slam)
  - Shooting star press[1][2]

- Movimientos de firma
  - X3 Clutch[3] (Hammerlock backslide pin)[3]
  - Ecstasy Press[3] (Running shooting star press)
  - Bridging German suplex
  - DDT
  - Dragon screw
  - Frog splash
  - Hurricanrana
  - Leaping knee strike al pecho de un oponente cargando
  - Reverse figure four leglock[4]
  - Reverse Indian deathlock[4]
  - Seated crossface[5]
  - Second rope springboard moonsault, a veces hacia fuera del ring
  - Suicide dive
  - Swinging fisherman suplex
  - Varios tipos de kick:
    - Drop, a veces desde una posición elevada
    - Enzuigiri
    - High-speed sole
    - Jumping corkscrew roundhouse
    - Jumping high[1]
    - Múltiples stiff roundhouse al torso del oponente
    - Múltiples stiff shoot al pecho del oponente
    - Roundhouse a la cabeza del oponente[6]
    - Running rope aided savate a un oponente arrinconado
    - Slingshot drop a un oponente sentado en el rincón
    - Super

- Mánagers
  - Harumi Tachibana

## Campeonatos y logros
- Big Japan Pro Wrestling
  - BJW Tag Team Championship (1 vez) - con Kengo Mashimo

- Global Pro Wrestling Alliance
  - Differ Cup Tag Tournament (2007) - con Kengo Mashimo

- Kaientai Dojo
  - Independent Junior Heavyweight Championship (1 vez)
  - UWA World Middleweight Championship (1 vez)
  - Strongest-K Tag Team Championship (1 vez) - con Kengo Mashimo
  - UWA/UWF Intercontinental Tag Team Championship (1 vez) - con Mike Lee, Jr.
  - Kaientai Dojo Tag League (2007) - con Kengo Mashimo
  - Kaientai Dojo Tag League (2008) - con Kengo Mashimo
  - K-Survivor Tournament (2003) - con Kengo Mashimo, MIYAWAKI, Kunio Toshima, Mike Lee, Jr. & Yuu Yamagata
  - K-Award Lucha en parejas del año (2006) con Kengo Mashimo contra JOE & Yasu Urano el 10 de diciembre
  - K-Award Lucha en parejas del año (2007) con Kota Ibushi contra Dick Togo & TAKA Michinoku el 1 de diciembre